# Ismay (Montana)
Ismay è una città degli Stati Uniti d'America situata nel Montana, nella Contea di Custer.
Con soli 19 abitanti al censimento del 2010, e una proiezione di 21 abitanti nel 2016, Ismay è la più piccola cittadina dello stato.
La cittadina fu fondata come parte del progresso della ferrovia attraverso il Montana, dalla Chicago, Milwaukee, St. Paul and Pacific Railroad, sotto la presidenza di Albert J Earling.
Secondo alcune fonti, il nome Ismay deriva dalla combinazione dei nomi delle figlie di Earling, Isabella e May. Altri, tuttavia, fanno notare come Earling avesse una sola figlia, Harriet, e suggeriscono una nipote di nome Isabel Mary come la possibile origine del nome, oppure i nomi delle figlie di un alto dirigente della compagnia.
Nel 1993, la città fu ufficiosamente rinominata Joe, in onore di Joe Montana.
Un libro del 1995, Bad Land: An American Romance, racconta in dettaglio la storia di Ismay e la sua attuale situazione, come parte di una più ampia retrospettiva sullo sviluppo e successivo declino del Montana orientale.

## Anagrafica
Al censimento del 2010, la popolazione di Ismay risultava di 19 persone, con una densità di 17,5 abitanti per chilometro quadrato. L'intera popolazione della città è di razza bianca, l'età media di 46 anni e mezzo, con oltre un quarto dei residenti al di sotto della maggiore età.
Grazie al basso costo della vita in Montana, nonostante un reddito pro-capite non elevato in termini assoluti, nessuno dei residenti di Ismay vive al di sotto della soglia di povertà.